# Rocazino
Rocazino ist eine dänische Pop-Band.

## Hintergrund
Rocazino formierte sich in den 1980er Jahren um Sängerin Ulla Cold und Komponist, Texter und Keyboarder Jester Winge Leisner. Beide waren auch privat ein Paar. ursprünglich war Cold lediglich als Backgroundsängerin aktiv, doch der Plattenvertrag machte es zur Bedingung, das sie bei allen Songs Leadsängerin war. Weitere Mitglieder waren Mikael Rasmussen, Bjarne G. Jespersen (Gitarre, Keyboards), Helge Solberg (Bass) und Jesper Bo Nielsen.
Erster großer Erfolg wurde die Single Elsk Mig I Nat 1982. In den folgenden Jahren veröffentlichte die Band eine Reihe von Popsongs, die ebenfalls sehr erfolgreich waren und mit mehreren Goldenen Schallplatten ausgezeichnet wurden.
Ihr Lied En for alle, alle for en nahmen sie zusammen mit der dänischen Fußballnationalmannschaft vor der Fußball-Europameisterschaft 1988 auf. Gesanglich zu hören ist u. a. Frank Arnesen.
Ggen 1988 löste sich die Band wieder auf und kam noch einmal 1995 für den Film Ein Zirkus für Sarah von Claus Bjerre zusammen, um das Titellied einzuspielen.
Nach längerer Pause formierte sich die Band 2006 wieder neu und tritt seitdem gemeinsam wieder auf. Neues Material ist jedoch nicht geplant.

## Privatleben
Ulla Cold und Jester Winge Leisner trennten sich 2004 nach 32 Jahren Ehe. Ihr gemeinsamer Sohn Jonas Winge Leisner ist ein dänischer Sänger. das Paar hatte zwei weitere Kinder. Leisner heiratete später die Regisseurin Susanne Bier.

## Diskografie

### Alben
- 1983: Rocazino (Mercury Records)
- 1984: Natsværmer (Mercury)
- 1984: Sukker (Mercury)
- 1985: Rocazino (Mercury)
- 1987: Lov At Være Sig Selv (Mercury)
- 1988: Sejle Med Dig (Mercury)

### Kompilationen
- 1988: News/Rocazono (Split-CD mit Rocaino, Mercury)
- 1995: Rocazino's Bedste – All My Love (Mercury)
- 1998: Rocazino (Mercury)
- 2005: Ridder Lykke – Alle Tiders Rocazino (Universal)
- 2005: Elsk Mig I Nat (Universal)
- 2005: Jeg Savner Dig (Universal)
- 2006: Det hele (Universal) (alle Alben in einer Box)
- 2008: Dejlige Danske... Rocazino – Det Bedste (Universal)

### Singles
- 1982: Elsk Mig I Nat / Kniven
- 1983: All My Love (DK: ×4Vierfachplatin )[6]
- 1983: Jeg Savner Dig
- 1984: Krystal
- 1985: Ridder Lykke (DK: ×2Doppelplatin )
- 1988: En for alle, alle for en (DK: Gold)
- 1988: Lanterner / Jordskælv
- 1988: Elsk mig i nat (DK: Platin)
- 1995: Rocazino, Misen, Maria Bramsen, Jacob Groth – Cirkus Ildebrand (Sange Fra Filmen)
- 2021: Dine Øjne er så blå (DK: Gold)